# Thiomer

Thiomere vernetzen über inter- und intrakettige Disulfidbindungen, bilden Disulfidbindungen mit Thiol-Substrukturen endogener Proteine wie Mucine und Keratine und binden Metalle (Me)

Thiomere (auch thiolisierte Polymere genannt) wurden erstmals 1998 als multifunktionelle Biomaterialien für pharmazeutische und medizinische Anwendungen beschrieben. Der Name Thiomer wurde im Jahr 2000 erstmals in einer wissenschaftlichen Publikation erwähnt.

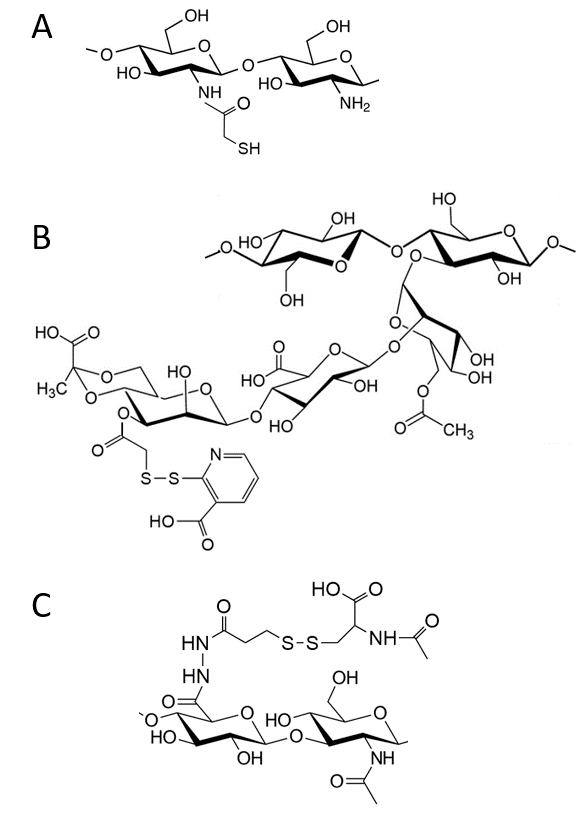
A: Thiomer der 1. Generation – Polymer mit freien Thiolgruppen (Beispiel: Chitosan-Thioglykolsäure Konjugat)
B: Thiomer der 2. Generation – Polymer mit geschützten Thiolgruppen, die zu schnellen Thiol-Disulfid-Austauschreaktionen führen (Beispiel: mit Mercaptonikotinsäure geschützter thiolisierter Xanthan-Gummi)
C: Thiomere der 3. Generation – Polymer mit geschützten Thiolgruppen, die zu langsamen Thiol-Disulfid-Austauschreaktionen führen (Beispiel: mit N-Acetyl-Cystein geschützte thiolisierte Hyaluronsäure)

## Aufbau
Durch die kovalente Bindung von Thiolen wie Cystein, Cysteamin oder Thioglykolsäure an Polymere wie Polysaccharide oder Polyacrylate können verschiedene Eigenschaften dieser Polymere gezielt verändert werden. Durch die Ausbildung von inter- und intramolekularen Disulfidbrücken können stabile dreidimensionale Netzwerke geschaffen werden. Während der Ausbildung von inter- und intramolekularen Disulfidbrücken nimmt die Viskosität von Hydrogelen basierend auf Thiomeren stark zu. Thiomere der 1. Generation zeichnen sich durch freie Thiolgruppen aus, die jedoch leicht oxidiert werden können. Im Gegensatz dazu sind die Thiolgruppen von Thiomeren der 2. und 3. Generation durch Disulfidbrücken vor Oxidation geschützt. Sobald diese jedoch in Kontakt mit biologischen Systemen kommen, können diese dennoch über Thiol-Disulfid-Austauschreaktionen, wie zum Beispiel mit Thiolteilstrukturen von Keratin oder Muzinen, neue Disulfidbrücken ausbilden. Die 2. und 3. Generation unterscheidet sich lediglich in der Reaktivität der Disulfidbrücken am Polymer. Während bei Thiomeren der 2. Generation eine vergleichsweise hohe Reaktivität aufgrund der elektronenziehenden Wirkung der Mercaptopyridin-Teilstruktur vorliegt, ist diese bei Thiomeren der 3. Generation deutlich niedriger. Für viele Thiomere ist eine niedrigere Reaktivität vorteilhaft, da diese dadurch mehr Zeit haben, sich in biologischen Systemen zu verteilen, ohne gleich am Applikationsort durch die Ausbildung neuer Disulfide mit endogenen Thiolen immobilisiert zu werden. Zur Anwendung kommen Thiomere zumeist im Bereich der Medizin, Pharmazie, Kosmetik und Lebensmittelindustrie. In Verwendung sind vor allem thiolisierte Derivate von Chitosan, Hyaluronsäure, Zellulose, Pullulan, Stärke, Gelatine,  Polyacrylaten, Cyclodextrinen, und Silikonen.

## Eigenschaften
Durch die Ausbildung von Disulfidbrücken mit cysteinreichen Untereinheiten an Mukus-Glykoproteinen oder Keratin weisen Thiomere vergleichsweise sehr hohe (muko-)adhäsive Eigenschaften auf. Diese sind generell 100-fach höher als jene der korrespondierenden nichtmodifizierten Polymere. Des Weiteren weisen Thiomere permeationsbeschleunigende und Efflux-Pumpen-hemmende Eigenschaften auf und binden Metalle wie Gold und Nickel.

## Verwendung
Thiomere werden z. B. in der Wundheilung und in der Stammzellentherapie verwendet. Thiomere eignen sich auch zur Behandlung des trockenen Auges und zur Behandlung von Nickelallergien.

## Vorteile
Thiomere bilden Disulfidbrücken sowohl intra- und intermolekular als auch zu körpereigenen Proteinen aus. Im Gegensatz zu Proteinen sind Thiomere jedoch seltener immunogen und zeigen auch weniger andere unerwünschte Effekte. Sie lassen sich wesentlich einfacher herstellen und zu 3-dimensionalen Strukturen für das Tissue Engineering verändern. Das Konzept dazu wurde erstmals 2001 von Andreas Bernkop-Schnürch und Mitarbeitern am 4th Central European Symposium on Pharmaceutical Technology in Wien vorgestellt. Durch ihre stark ausgeprägten mukoadhäsiven Eigenschaften kann die Verweilzeit von thiomeren Wirkstoffen an Schleimhäuten wie der gastrointestinalen oder okularen Schleimhaut wesentlich verlängert werden. Zu Thiomeren liegen bereits Ergebnisse von über zwanzig klinischen Studien vor.